# Intelsat 603
O Intelsat 603 ( IS-603), anteriormente denominado de Intelsat VI F-3, foi um satélite de comunicação geoestacionário construído pela Hughes Aircraft. Ele esteve localizado na posição orbital de 11,5 graus de longitude leste e era de propriedade da Intelsat, empresa sediada atualmente em Luxemburgo. O satélite foi baseado na plataforma HS-389 e sua expectativa de vida útil era de 13 anos. O mesmo foi desativado em janeiro de 2013 após sair da órbita geoestacionária.

## História
O Intelsat 603 foi o segundo de cinco satélites Intelsat VI a ser lançado. A série Intelsat VI foi construído pela Hughes Aircraft, baseado em torno do modelo HS-389.
O satélite enfrentou problemas no Orbus-21S durante o lançamento e foi colocado em uma órbita baixa, impossibilitando a utilização pretendida do Intelsat 603.
Após o fracasso do lançamento, A Intelsat encomendou a NASA para lançar um motor de perigeu de substituição para elevar a órbita do satélite. Durante seu voo inaugural, na STS-49, em 1992, o ônibus espacial Endeavour encontrou e capturou o Intelsat 603, e os astronautas instalaram um novo Orbus-21S no satélite. Este motor levou com sucesso o satélite para a órbita de transferência planejada.
O Intelsat 603 foi operado em uma órbita geoestacionária com um perigeu de 35,776 km (22,230 milhas), um apogeu de 35.797 quilômetros (22.243 milhas), e 0,3 graus de inclinação.
Após a chegada em órbita geoestacionária, o Intelsat 603 foi colocado em uma longitude de 34,5 graus oeste. Ele permaneceu lá até outubro de 1997, quando foi transferido para 24,5 graus oeste, em novembro. Em agosto de 2002 ele foi transferido para 19,95 graus oeste, onde funcionou até março de 2010. Finalmente, a partir de maio de 2010, foi operado em 11,5 graus leste, até que foi removido da órbita geoestacionária em janeiro de 2013.

## Lançamento

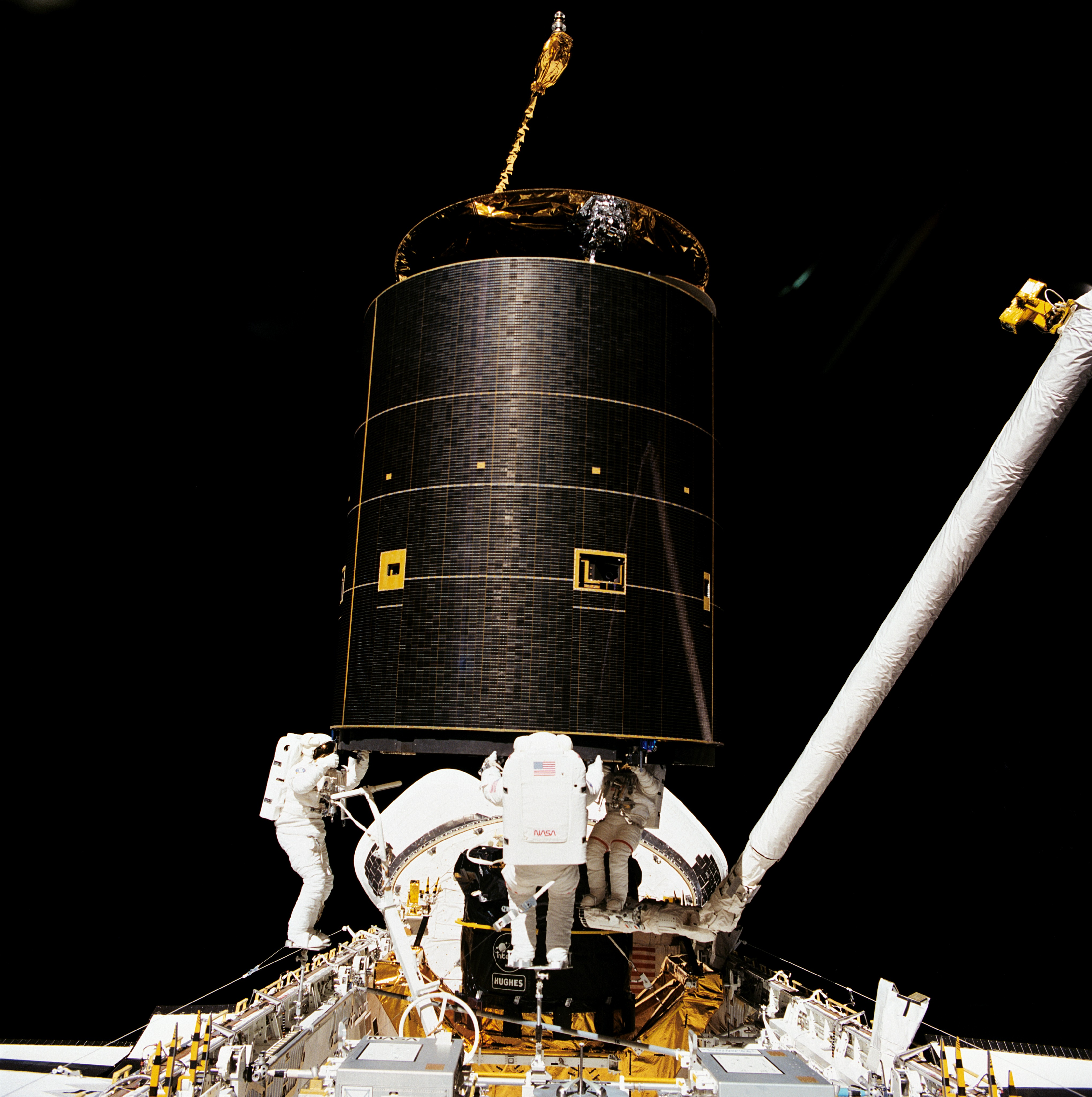
Astronautas trabalhando no Intelsat 603 durante a STS-49.

O satélite foi lançado ao espaço no dia 14 de março de 1990, às 11:52:31 UTC, por meio de um veículo Commercial Titan III a partir da Estação da Força Aérea de Cabo Canaveral, na Flórida, EUA. Ele tinha uma massa de lançamento de 4.215 kg.

## Capacidade
O Intelsat 603 era equipado com 38 transponders em banda C e 10 em banda Ku.